# Isernia FC
Isernia FC (wł. Associazione Sportiva Dilettantistica Isernia Football Club) – włoski klub piłkarski, mający siedzibę w mieście Isernia, w środkowej części kraju, grający od sezonu 2019/20 w rozgrywkach Eccellenza Molise.

## Historia
Chronologia nazw:
- 1928: Società Sportiva Samnium Isernia
- 1932: Isernia
- 1934: Isernina
- 1951: Isernia
- 1953: Polisportiva Isernia
- 1954: Unione Sportiva Saetta Isernia
- 1956: Unione Sportiva Isernia
- 1965: Società Sportiva Aesernia
- 1965: Società Sportiva Aesernia
- 1987: klub rozwiązano
- 1987: Isernia '86
- 1992: Polisportiva Isernia
- 1998: Isernia Football Club – po fuzji z Isernia Calcio Sport
- 2004: klub rozwiązano
- 2005: Associazione Sportiva Dilettantistica Isernia Pentra Sport
- 2010: klub rozwiązano
- 2010: Associazione Sportiva Dilettantistica Real Isernia
- 2011: Associazione Sportiva Dilettantistica Isernia Footbal Club

Klub sportowy SS Samnium Isernia został założony w miejscowości Isernia w 1928 roku. W sezonie 1927/28 debiutował w rozgrywkach Terza Divisione Abruzzo (D4). W sezonie 1929/30 po podziale najwyższej dywizji na Serie A i Serie B poziom Terza Divisione został zdegradowany do piątego stopnia. W 1932 klub zmienił nazwę na Isernia, a w 1934 na Isernina. W sezonie 1934/35 zespół występował w Terza Divisione Campania. W 1935 jako trzeci poziom została wprowadzona Serie C. Po zakończeniu sezonu 1942/43 z powodu II wojny światowej klub zawiesił działalność.
Po zakończeniu II wojny światowej, klub wznowił działalność i potem przez dłuższy czas występował w ligach regionalnych Kampanii. W 1951 klub zmienił nazwę na Isernia, w 1953 na Polisportiva Isernia, w 1954 na US Saetta Isernia, w 1956 na US Isernia, w 1965 na SS Aesernia. Dopiero w 1981 roku zespół otrzymał promocję do mistrzostw międzyregionalnych o nazwie Campionato Interregionale (D5). W 1984 roku awansował do Serie C2, a w 1986 spadł z powrotem do Campionato Interregionale. W 1987 został zdegradowany do Promozione Campania, ale następnie klub zbankrutował.
W 1987 roku powstał nowy klub o nazwie Isernia '86, który startował w lidze regionalnej Kampanii. W 1992 klub zmienił nazwę na Polisportiva Isernia. W 1998 roku klub awansował do Campionato Nazionale Dilettanti, po czym połączył się z Isernia Calcio Sport i zmienił nazwę na Isernia FC. W 1999 liga została przemianowana na Serie D. W 2003 otrzymał promocję do Serie C2. W 2004 klub ogłosił upadłość.
W 2006 roku klub został reaktywowany jako ASD Isernia Pentra Sport i rozpoczął rozgrywki w mistrzostwach Prima Categoria Molise (D8). W sezonie 2009/10 zespół zajął 14.miejsce w Promozione Molise i spadł do Prima Categoria Molise, a potem został rozwiązany.
Latem 2010 roku klub ASD Real Isernia, występujący w Eccellenza Molise został głównym klubem miasta. Klub powstał rok wcześniej dzięki połączeniu Sporting Aesernia z ASD Real Rocca d'Evandro 2006 z Kampanii. W 2011 awansował do Serie D, po czym przyjął nazwę ASD Isernia FC. W 2014 spadł z powrotem do Eccellenza Molise. Przed rozpoczęciem sezonu 2014/15 wprowadzono reformę systemy lig, wskutek czego Eccellenza awansowała na piąty poziom. W 2015 klub wrócił do Serie D, ale w 2016 znów spadł do Eccellenza Molise. W 2018 po raz kolejny awansował do Serie D. W sezonie 2018/19 zajął 19.miejsce w grupie F Serie D i został zdegradowany do Eccellenza Molise.

## Barwy klubowe, strój
|  |  |

Klub ma barwy biało-błękitne. Zawodnicy domowe spotkania zazwyczaj grają w pasiastych pionowo biało-błękitnych koszulkach, białych spodenkach oraz białych getrach.

## Sukcesy

### Trofea międzynarodowe
Nie uczestniczył w rozgrywkach europejskich (stan na 31-05-2020).

### Trofea krajowe
| \| \| Zdobyte trofea w rozgrywkach Włoch (stan na: 31-08-2020) \| |                                                          |      |          |
| Rozgrywki                                                         | Osiągnięcie                                              | Razy | Sezon(y) |
| · Mistrzostwo                                                     | I miejsce                                                | 0    |          |
| · Mistrzostwo                                                     | II miejsce                                               | 0    |          |
| · Mistrzostwo                                                     | III miejsce                                              | 0    |          |
| · Puchar                                                          | zdobywca                                                 | 0    |          |
| · Puchar                                                          | finalista                                                | 0    |          |
| II liga                                                           | I miejsce                                                | 0    |          |
| II liga                                                           | II miejsce                                               | 0    |          |
| II liga                                                           | III miejsce                                              | 0    |          |
| Włochy                                                            | Zdobyte trofea w rozgrywkach Włoch (stan na: 31-08-2020) |      |          |

- Serie C2 (D4):
  - 13.miejsce (1x): 1984/85 (D)

## Struktura klubu

### Stadion
Klub piłkarski rozgrywał swoje mecze domowe na Stadio Mario Lancellotta w mieście Isernia o pojemności 2 192 widzów.

### Derby
- Cassino Calcio 1924
- SS Maceratese 1922
- Manfredonia Calcio 1932
- US Recanatese
- Termoli Calcio 1920
- Terracina Calcio
- Vastese Calcio 1902
- US Venafro 1966